# Constitution de Madagascar
Lire en ligne

Constitution de la République de Madagascar

Constitution de 1992
La Constitution de la République de Madagascar organise le fonctionnement de la République de Madagascar depuis la IIIe République, garantit un certain nombre de droits aux citoyens et oriente les buts sociaux de sa politique. La version actuellement en vigueur est la deuxième constitution de la République de Madagascar, après celle de 1992, et la quatrième loi fondamentale républicaine malgache. Elle a été adoptée à la suite d'un référendum tenu le 17 novembre 2010 et proclamée le 11 décembre de cette même année, et faisant entrer le pays dans sa IVe République. La toute première constitution du pays datait de 1959.
La Constitution de 2010 accorde au président de la République un poids institutionnel très important. Nonobstant, elle ne remet nullement en question le caractère parlementaire du régime : en effet, à l'instar de la constitution précédente, celle de la IVe République demeure fondée sur une séparation souple des pouvoirs (l'exécutif peut dissoudre l'Assemblée nationale, qui, elle-même, peut renverser le Gouvernement), par opposition aux régimes présidentiels fondés sur une séparation stricte des pouvoirs (l'exécutif n'a pas le pouvoir de dissoudre le législatif, lequel ne peut renverser l'exécutif). De plus, le chef de l'État a toujours à sa charge la nomination d'un tiers des sénateurs ainsi que des hauts magistrats de la Cour suprême et de la Haute cour constitutionnelle.
Le préambule de la Constitution renvoie à plusieurs conventions : la Déclaration universelle des droits de l'homme, la convention relative aux droits de l'enfant, les conventions relatives aux droits de la femme, les conventions relatives à la protection de l’environnement ainsi que le Pacte international relatif aux droits économiques, sociaux et culturels.
La Haute cour constitutionnelle vérifie obligatoirement la conformité des lois à la constitution avant leur promulgation. Elle peut également être saisie par un chef d'institution ou par le quart des membres des organes législatifs ou par les organes des collectivités territoriales décentralisées ou encore par le Haut conseil pour la défense de la démocratie et de l'État de droit pour le contrôle de la constitutionnalité de textes législatifs ou réglementaires préalablement promulgués ou encore en projet. 

## Contexte de son adoption

### Crise de 2009
La Constitution malgache de 1992, adoptée par référendum le 19 août et promulguée le 18 septembre, a été modifiée en 1995, 1998 et 2007 à la suite de plusieurs conflits. Cependant, avant que les réformes soient totalement mises en œuvre, le président Marc Ravalomanana fut contraint de démissionner le 17 mars 2009, sous la pression de grandes manifestations menées par Andry Rajoelina, alors maire d'Antananarivo, qui a pris la tête de la Transition.
Un processus de réconciliation nationale, impliquant Rajoelina et les trois anciens présidents déchus, a été instauré sous médiation internationale. Un accord signé à Maputo le 9 août 2009 établit une Charte de la transition et un gouvernement d'union nationale pour quinze mois, visant à réconcilier le pays et à préparer de nouvelles institutions démocratiques. Toutefois, malgré un acte additionnel signé à Addis-Abeba le 9 novembre 2009, la crise perdure.
En août 2010, Rajoelina signe un accord politique avec 178 partis, bien que sans l'approbation des mouvances des anciens chefs d'État. Un projet de Constitution, rapidement rédigé, a été soumis à référendum le 17 novembre 2010, avec des résultats validés par la Haute Cour constitutionnelle le 6 décembre et une promulgation le 11 décembre. Cette nouvelle Constitution est très proche de celle de la IIIe République, modifiée en 2007.
La crise persiste néanmoins. Un autre accord est signé à Ivato en septembre 2011, et l’élection du premier président de la IVe République a finalement lieu les 25 octobre et 20 décembre 2013 en l'absence d'Andry Rajoelina, qui accepte de ne pas présenter sa candidature. Parmi 41 candidats, Hery Rajaonarimampianina est élu avec 53,49 % des voix et proclamé président par la Cour électorale spéciale le 17 janvier 2014.

### Élaboration
La Charte de la transition adoptée en août 2009 prévoyant la rédaction d'une nouvelle constitution, le conseil des ministres forme le 27 mai 2010 une Commission consultative constitutionnelle de la République de Madagascar. Cette Commission avait pour mission de rédiger la Constitution de la IVème République. Elle prendra le nom de Comité Consultatif Constitutionnel à la suite des accords politiques d'Ivato, lui mandant la rédaction de ladite constitution, et sera présidée par Florent Rakotoarisoa.
Le comité fut composé comme suit:
- Florent Rakotoarisoa, Avocat Général auprès de la Cour d’Appel de Toliara, ancien Haut Conseiller à la Haute Cour Constitutionnelle

- Maxime Zafera, ancien Magistrat, ancien Ambassadeur
- Ernest Njara, de la Faculté de Droit. Ancien Ministre de la Population, ancien Magistrat à la Cour Suprême
- Théogène Rajaonarivelo, Professeur de Droit
- Général Amédée Andriamisa, Docteur en Sciences Politiques, diplômé de l’Université de Caroline du Sud, Professeur de Sciences Politiques, Professeur Stratégies et développement
- Joël Andriantsimbazovina, Professeur agrégé de Droit Public
- Lavomalala Randriatavy, Docteur en Sciences juridiques
- Misa Razafindrakoto, Directeur de la législation et du contentieux,
- Patrick Rajoelina, Professeur de Droit International.

Le texte proposé le 24 septembre 2010 est adopté le 17 novembre de la même année par les électeurs malgaches, consultés par référendum, à une majorité de 74,19% des voix, avec cependant une abstention conséquente (47,39 %). La Constitution est promulguée par Andry Rajoelina le 11 octobre 2010.

## Contenu

### Structure de la constitution
La Constitution comporte un préambule suivi de 7 titres et 8 sous-titres.
- Titre premier - Des principes fondamentaux ;
- Titre II - Des libertés, des droits et des devoirs des citoyens ;
  - Sous-titre premier - Des droits et des devoirs civils et politiques ;
  - Sous-titre II - Des droits et des devoirs économiques, sociaux et culturels ;
- Titre III - De l'organisation de l'État ;
  - Sous-titre premier - De l'exécutif ;
  - Sous-titre II - Du législatif ;
  - Sous-titre III -  Du Conseil économique, social et culturel ;
  - Sous-titre IV - Du juridictionnel ;
- Titre IV -  Des traités et accords internationaux ;
- Titre V - De l'organisation territoriale de l'État ;
  - Sous-titre premier - Des dispositions générales ;
  - Sous-titre II - Des structures ;
- Titre VI - De la révision de la Constitution ;
- Titre VII - Dispositions transitoires et diverses.

| Préambule | Préambule | Préambule | Préambule                                      |
| --- | --- | --- | ---------------------------------------------- |
| Le Peuple Malagasy souverain, Affirmant sa croyance en Andriamanitra Andriananahary, Résolu à promouvoir et à développer son héritage de société vivant en harmonie et respectueuse de l’altérité, de la richesse et du dynamisme de ses valeurs culturelles et spirituelles à travers le « fanahy maha-olona », Convaincu de la nécessité pour la société malagasy de retrouver son originalité, son authenticité et sa malgachéité, et de s’inscrire dans la modernité du millénaire tout en conservant ses valeurs et principes fondamentaux traditionnels basés sur le fanahy malagasy qui comprend « ny fitiavana, ny fihavanana, ny fifanajàna, ny fitandroana ny aina », et privilégiant un cadre de vie permettant un « vivre ensemble » sans distinction de région, d’origine, d’ethnie, de religion, d’opinion politique, ni de sexe, Conscient qu’il est indispensable de mettre en oeuvre un processus de réconciliation nationale, Convaincu que le Fokonolona, organisé en Fokontany, constitue un cadre de vie, d’émancipation, d’échange et de concertation participative des citoyens, Persuadé de l’importance exceptionnelle des richesses de la faune, de la flore et des ressources minières à fortes spécificités dont la nature a doté Madagascar, et qu’il importe de préserver pour les générations futures, Constatant que le non-respect de la Constitution ou sa révision en vue de renforcer le pouvoir des gouvernants au détriment des intérêts de la population sont les causes des crises cycliques, Considérant la situation géopolitique de Madagascar et sa participation volontariste dans le concert des nations, et faisant siennes, notamment : - La Charte internationale des droits de l’homme ; - Les Conventions relatives aux droits de l’enfant, aux droits de la femme, à la protection de l’environnement, aux droits sociaux, économiques, politiques, civils et culturels, Considérant que l’épanouissement de la personnalité et de l’identité de tout Malagasy est le facteur essentiel du développement durable et intégré dont les conditions sont, notamment : - la préservation de la paix, la pratique de la solidarité et le devoir de préservation de l’unité nationale dans la mise en œuvre d’une politique de développement équilibré et harmonieux; - le respect et la protection des libertés et droits fondamentaux ; - l’instauration d’un État de droit en vertu duquel les gouvernants et les gouvernés sont soumis aux mêmes normes juridiques, sous le contrôle d’une Justice indépendante ; - l’élimination de toutes les formes d’injustice, de corruption, d’inégalité et de discrimination ; - la gestion rationnelle et équitable des ressources naturelles pour les besoins du développement de l’être humain ; - la bonne gouvernance dans la conduite des affaires publiques, grâce à la transparence dans la gestion et la responsabilisation des dépositaires de la puissance publique ; - la séparation et l’équilibre des pouvoirs exercés à travers les procédés démocratiques ; - la mise en oeuvre de la décentralisation effective, par l’octroi de la plus large autonomie aux collectivités décentralisées tant au niveau des compétences que des moyens financiers ; - la préservation de la sécurité humaine. Déclare : | | |                                                |
| TITRE PREMIER DES PRINCIPES FONDAMENTAUX | TITRE II DES LIBERTES, DES DROITS ET DES DEVOIRS DES CITOYENS | TITRE III DE L’ORGANISATION DE L’ETAT | TITRE IV DES TRAÎTÉS ET ACCORDS INTERNATIONAUX |
| Article 1 Article 2 Article 3 Article 4 Article 5 Article 6 | Article 7 Article 8 Article 9 Article 10 Article 11 Article 12 Article 13 Article 14 Article 15 Article 16 Article 17 Article 18 Article 19 Article 20 Article 21 Article 22 Article 23 Article 24 Article 25 Article 26 Article 27 Article 28 Article 29 Article 30 Article 31 Article 32 Article 33 Article 34 Article 35 Article 36 Article 37 Article 38 Article 39 | Article 40 Article 41 Article 42 Article 43 Article 44 Article 45 Article 46 Article 47 Article 48 Article 49 Article 50 Article 51 Article 52 Article 53 Article 54 Article 55. Article 56 Article 57 Article 58 Article 59 Article 60 Article 61 Article 62 Article 63. Article 64 Article 65 Article 66 Article 67 Article 68 Article 69 Article 70 Article 71 Article 72 Article 73 Article 74 Article 75 Article 76 Article 77 Article 78 Article 79 Article 80 Article 81 Article 82 Article 83 Article 84 Article 85 Article 86 Article 87 Article 88 Article 89 Article 90 Article 91 Article 92 Article 93 Article 94 Article 95 Article 96 Article 97 Article 98 Article 99 Article 100 Article 101 Article 102 Article 103 Article 104 Article 105 Article 106 Article 107 Article 108 Article 109 Article 110 Article 111 Article 112 Article 113 Article 114 Article 115 Article 116 Article 117 Article 118 Article 119 Article 120 Article 121 Article 122 Article 123 Article 124 Article 125 Article 126 Article 127 Article 128 Article 129 Article 130 Article 131 Article 132 Article 133 Article 134 Article 135 Article 136 | Article 137 Article 138                        |
| TITRE V DE L'ORGANISATION TERRITOIALE DE L'ÉTAT | TITRE VI DE LA RÉVISION DE LA CONSTITUTION | TITRE VII DISPOSITIONS TRANSITOIRES ET DIVERSES |                                                |
| Article 139 Article 140 Article 141 Article 142 Article 143 Article 144 Article 145 Article 146 Article 147 Article 148 Article 149 Article 150 Article 151 Article 152 Article 153 Article 154 Article 155 Article 156 Article 157 Article 158 Article 159 Article 160 | Article 161 Article 162 Article 163 | Article 164 Article 165 Article 166 Article 167 Article 168 |                                                |

### Dispositions notables
Le régime semi-présidentiel de la constitution de la Troisième République est maintenu, selon l'article 54. de la nouvelle Constitution : « Le président de la République nomme le Premier ministre, présenté par le parti ou le groupe de partis majoritaire à l’Assemblée nationale ».
Le préambule mentionne la volonté du peuple  de faire sien les préceptes internationaux suivants :
- la Charte internationale des droits de l'homme ;
- les conventions relatives aux droits de l'enfant, aux droits de la femme, à la protection de l'environnement, aux droits sociaux, économiques, civils et culturels.

- l'article premier nomme l'état « République de Madagascar » ;
- les articles 3 et 143 officialisent que « Les collectivités territoriales décentralisées de la République sont les communes, les régions et les provinces » ;
- l'article 8 interdit la peine de mort et la torture ;
- l'article 24 engage l'état à organiser un enseignement public, gratuit et accessible à tous ; l'enseignement primaire est obligatoire pour tous ;
- l'article 40 désigne quelles sont les institutions de l'État :
  - le président de la République et le Gouvernement,
  - l'Assemblée nationale et le Sénat,
  - la Haute Cour constitutionnelle ;
- l'article 45 donne les modalités d'élection du président, au suffrage universel direct, pour un mandat de 5 ans reconductible une fois ;
- les articles 71 et 85 interdisent le cumul de mandat pour les députés et sénateurs ;
- l'article 89 autorise la promulgation des lois par ordonnance ;
- l'article 103 autorise la dissolution du gouvernement par motion de censure ;
- l'article 162 impose que toute révision de la Constitution soit soumise à référendum.

## Constitutions antérieures
Depuis son indépendance en 1960, Madagascar a eu trois républiques et un régime de transition institutionnalisées par :
- la Constitution de la République malgache (1959)[9] puis,
- la Constitution de la République démocratique malgache (1975) puis,
- la Constitution malgache de 1992[10], révisée en 1998[11], puis en 2007[12]
- la Charte de la transition du 9 août 2009[13].

Par ailleurs, la Lalàna ny Fanjakana (Loi du royaume en malgache), plus communément appelé le Code des 305 articles, promulgué le 29 mars 1881, est souvent considéré comme étant la première loi constitutionnelle de Madagascar.

## Compléments